# Municipio de Pierce (Indiana)
El municipio de Pierce (en inglés: Pierce Township) es un municipio ubicado en el condado de Washington en el estado estadounidense de Indiana. En el año 2010 tenía una población de 2666 habitantes y una densidad poblacional de 28,81 personas por km².

## Geografía
El municipio de Pierce se encuentra ubicado en las coordenadas 38°30′48″N 86°3′37″O / 38.51333, -86.06028. Según la Oficina del Censo de los Estados Unidos, el municipio tiene una superficie total de 92.55 km², de la cual 92.23 km² corresponden a tierra firme y (0.34%) 0.32 km² es agua.

## Demografía
Según el censo de 2010, había 2666 personas residiendo en el municipio de Pierce. La densidad de población era de 28,81 hab./km². De los 2666 habitantes, el municipio de Pierce estaba compuesto por el 98.39% blancos, el 0.26% eran afroamericanos, el 0.23% eran amerindios, el 0.04% eran asiáticos, el 0.04% eran isleños del Pacífico, el 0.38% eran de otras razas y el 0.68% pertenecían a dos o más razas. Del total de la población el 1.5% eran hispanos o latinos de cualquier raza.